# CA Potiguar
CA Potiguar, beter bekend als Atlético Potiguar is een Braziliaans voetbalclub uit Parnamirim, in de deelstaat Rio Grande do Norte, voor 2016 speelde de club in de hoofdstad Natal. 

## Geschiedenis
De club werd opgericht in 1918 in Natal. In 1941 speelde de club voor het eerst in de hoogste klasse van het Campeonato Potiguar. De club speelde van 1943 tot 1989, met uitzondering van seizoen 1980 steeds in de hoogste klasse. De club keerde nog twee keer voor één seizoen terug in 1991 en 1993, maar slaagde er nadien niet meer in om in de hoogste klasse te spelen. In 2014 keerde de club na jaren terug naar het profvoetbal en nam deel aan de tweede divisie van het Campeonato Potiguar. Na dit seizoen nam de club in 2015 dan weer niet deel. In 2016 verhuisde de club na 98 jaar uit de hoofdstad en ging in Parnamirim spelen en nam opnieuw deel aan de tweede divisie. De club werd zowel in 2016 als in 2017 vicekampioen. 